# Чагри-гомпа

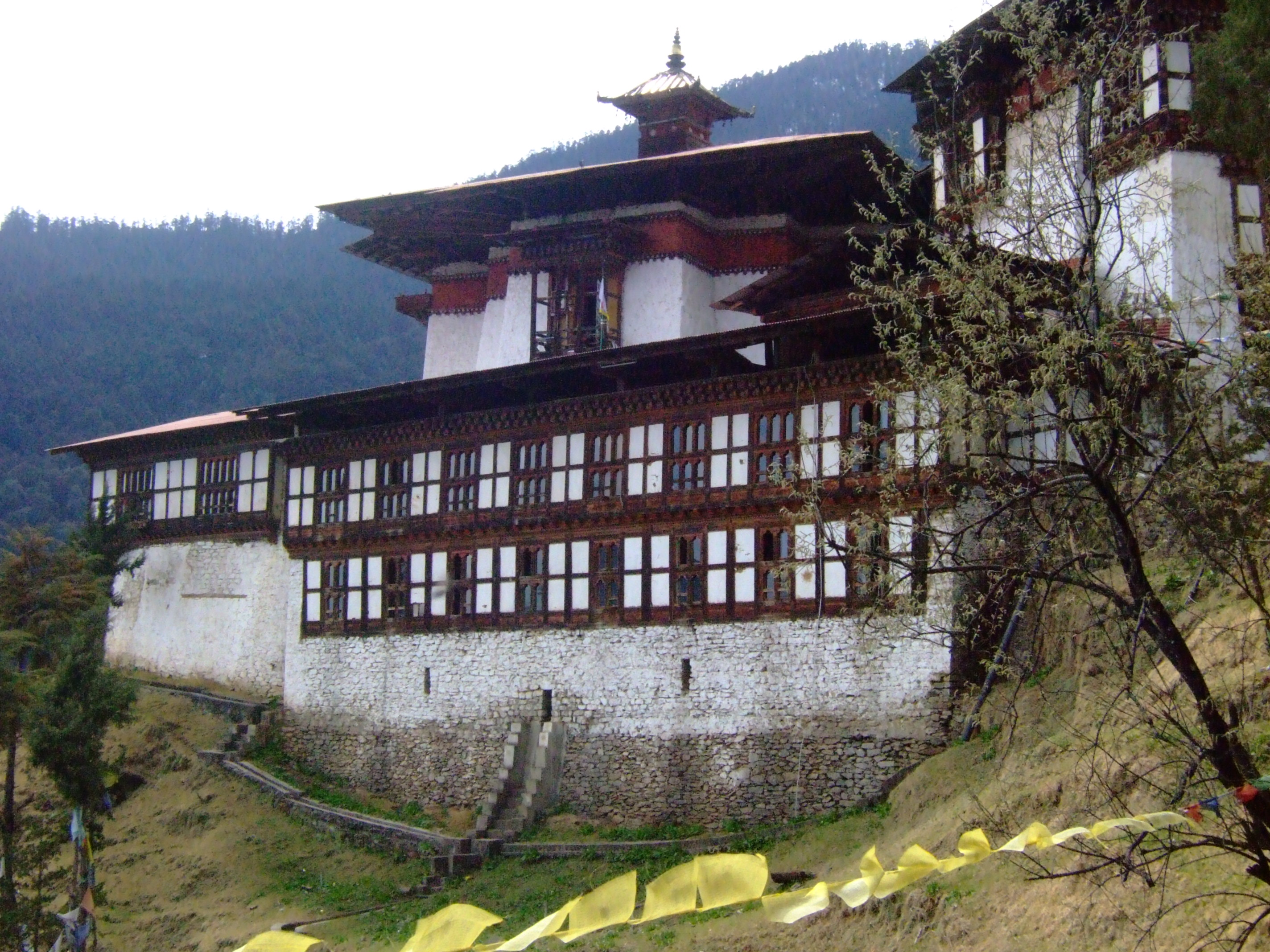
Монастырь Чери

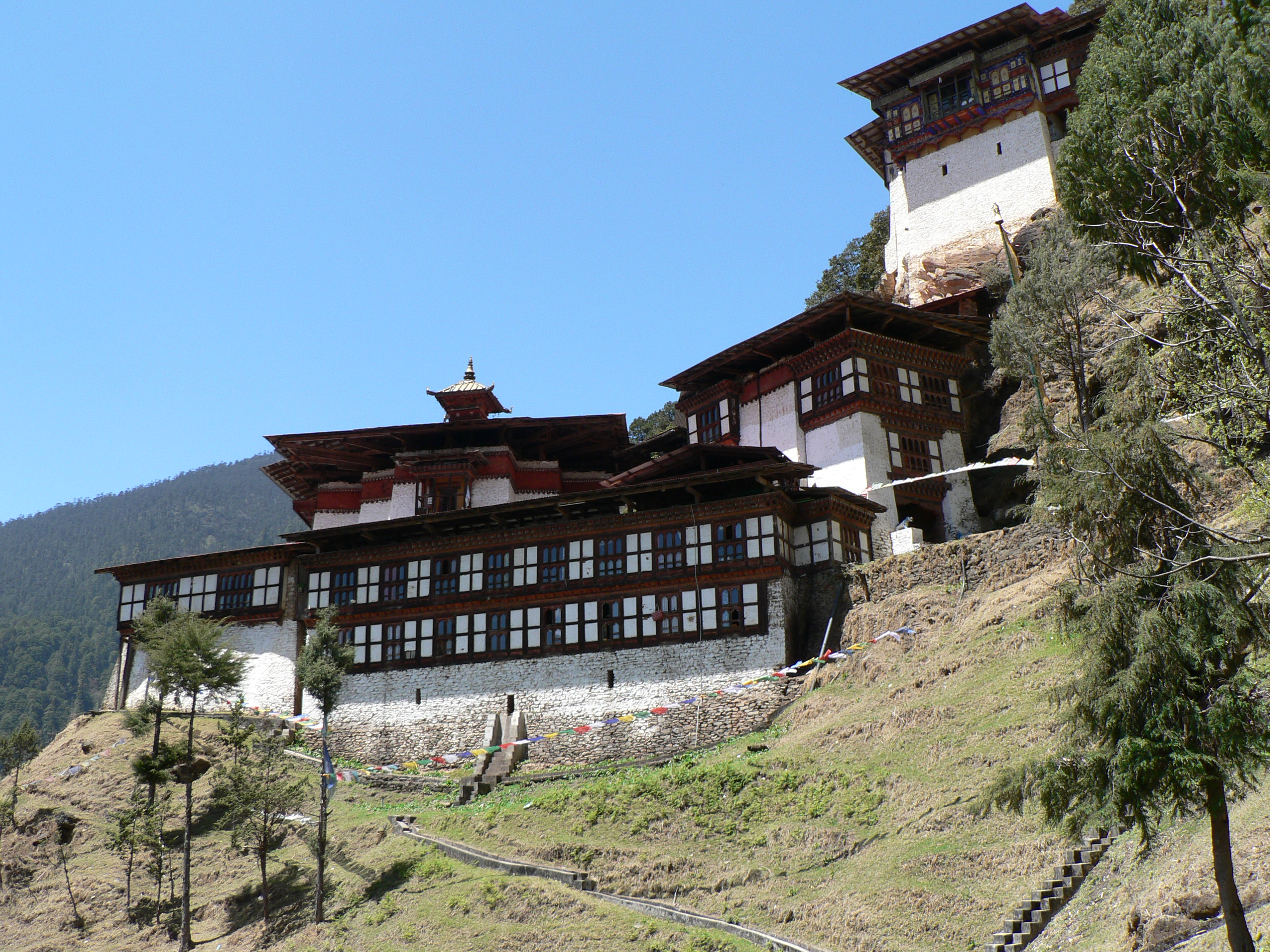
Монастырь Чери

Монастырь Чери или Чагри Дорджеден — буддийский монастырь в Бутане, основанный в 1620 году Шабдрунгом Нгавангом Намгьялом, основателем Бутанского государства.
Монастырь, который сейчас является главным центром отшельничества и обучения для южной ветви Друкпа Кагью, размещается на севере долины Тхимпху примерно в 15 километрах от столицы. Он стоит на крутом холме над дорогою и требуется немало времени, чтобы подняться на вершину и достичь самого монастыря.
Согласно бутанским религиозным преданиям, это место впервые было посещено в 8 веке Падмасамбхавой. В 13 веке здесь побывал Пхаджо Другом Шигпо, тибетский лама, который основал традицию Друкпа Кагью в Бутане.
Чери был первым монастырём, основанным в Бутане Шабдрунгом Нгавангом Намгьялом в 1620 году в возрасте 27 лет. Шабдрунг провёл три года в строгом послушании в Чери и часто останавливался здесь на протяжении своей последующей жизни. Именно в этом монастыре в 1623 году он основал первый в Бутане монашеский орден Друкпа Кагью.